# Philosophy and Phenomenological Research
Philosophy and Phenomenological Research (sigle : PPR) est une revue bimensuelle de philosophie créée en 1940. 
Elle est éditée par Marvin Farber jusqu'en 1980, puis par Roderick Chisholm jusqu'en 1986 et depuis 1986 par Ernest Sosa.
Elle se définit comme ouverte à diverses méthodologies et traditions comme le précise l'introduction qui apparait dans chaque numéro: "PPR publie des articles dans un grand ensemble de domaines incluant la philosophie de l'esprit, l'épistémologie, l'éthique, la métaphysique, les l'histoire de la philosophie. Les soumissions ne sont contraintes par aucune orientation méthodologique ou philosophique. 
La revue est publiée par la International Phenomenological Society basée à l'Université Brown dans le Rhode Island, États-Unis.